# Maybe, Maybe
«Maybe, Maybe» es una canción del grupo noruego a-ha de su segundo álbum de estudio Scoundrel Days. Fue escrito por Magne Furuholmen y producido por Alan Tarney y Pål Waaktaar.
Se lanzó como tercer sencillo sólo en Bolivia en diciembre de 1986. Su lado B es la canción "The Weight Of The Wind".
En el resto del mundo "Maybe, Maybe" fue el lado B de "Cry Wolf", que fue lanzado en noviembre de 1986 como segundo sencillo del álbum.
Se estima que el número de ventas fue entre 100 y 1000 copias en todo el mundo.

## Lista de canciones
- Sencillo de 7"[4]

A. "Maybe, Maybe" – 2:36
B. "The Weight Of The Wind" – 3:58